# Żaduń
Żaduń (biał. Жадунь; ros. Жадунь) – wieś na Białorusi, w obwodzie grodzieńskim, w rejonie nowogródzkim, w sielsowiecie Walówka.
Dawniej dwie wsie: Żaduń Nowy i Żaduń Stary. W dwudziestoleciu międzywojennym leżały w Polsce, w województwie nowogródzkim, w powiecie nowogródzkim.